# Miho Takahashi
Miho Takahashi (Japans: 高橋 美帆, Takahashi Miho) (Kioto, 1 december 1992) is een Japanse zwemster. Ze vertegenwoordigde haar vaderland op de Olympische Zomerspelen 2012 in Londen.

## Carrière
Bij haar internationale debuut, op de Pan-Pacifische kampioenschappen zwemmen 2010 in Irvine, eindigde Takahashi als tiende op de 400 meter wisselslag, als veertiende op de 200 meter wisselslag en als vijftiende op de 800 meter vrije slag.
Tijdens de Olympische Zomerspelen van 2012 in Londen werd de Japanse uitgeschakeld in de series van de 400 meter wisselslag. Op de wereldkampioenschappen kortebaanzwemmen 2012 in Istanboel eindigde Takahashi als zesde op de 400 meter wisselslag, op de 200 meter wisselslag strandde ze in de series.
In Barcelona nam de Japanse deel aan de wereldkampioenschappen zwemmen 2013. Op dit toernooi werd ze uitgeschakeld in de series van de 400 meter wisselslag.
Tijdens de Pan-Pacifische kampioenschappen zwemmen 2014 in Gold Coast eindigde Takahashi als vijfde op de 400 meter wisselslag en als zevende op de 1500 meter vrije slag, daarnaast strandde ze in de series van de 400 meter vrije slag. Op de Aziatische Spelen 2014 in Incheon eindigde de Japanse als vijfde op de 400 meter wisselslag. In Doha nam Takahashi deel aan de wereldkampioenschappen kortebaanzwemmen 2014. Op dit toernooi eindigde ze als vijfde op de 400 meter wisselslag, op de 800 meter vrije slag werd ze uitgeschakeld in de series.

## Internationale toernooien
| Jaar | Olympische Spelen   | WK langebaan        | WK kortebaan                           | PanPacs                                                     | Aziatische Spelen  |
| ---- | ------------------- | ------------------- | -------------------------------------- | ----------------------------------------------------------- | ------------------ |
| 2010 |                     |                     | geen deelname                          | 15e 800m vrije slag 14e 200m wisselslag 10e 400m wisselslag | geen deelname      |
| 2011 |                     | geen deelname       |                                        |                                                             |                    |
| 2012 | 20e 400m wisselslag |                     | 9e 200m wisselslag 6e 400m wisselslag  |                                                             |                    |
| 2013 |                     | 18e 400m wisselslag |                                        |                                                             |                    |
| 2014 |                     |                     | 23e 800m vrije slag 5e 400m wisselslag | 19e 400m vrije slag 7e 1500m vrije slag 5e 400m wisselslag  | 5e 400m wisselslag |
| 2015 |                     | geen deelname       |                                        |                                                             |                    |

## Persoonlijke records
Bijgewerkt tot en met 29 oktober 2015
Kortebaan
| Afstand         | Tijd    | Datum            | Plaats |
| --------------- | ------- | ---------------- | ------ |
| 200m schoolslag | 2.19,96 | 21 oktober 2013  | Doha   |
| 200m wisselslag | 2.10,38 | 12 november 2011 | Tokio  |
| 400m wisselslag | 4.27,61 | 3 december 2014  | Doha   |

Langebaan
| Afstand         | Tijd    | Datum           | Plaats  |
| --------------- | ------- | --------------- | ------- |
| 200m schoolslag | 2.28,20 | 29 oktober 2015 | Tokio   |
| 200m wisselslag | 2.14,58 | 6 juli 2015     | Gwangju |
| 400m wisselslag | 4.38,83 | 29 oktober 2015 | Tokio   |